# Jade Le Maître
Pour les articles homonymes, voir Le Maître.
Jade Le Maître est une ingénieure française, spécialisée dans la robotique. 
Elle est la directrice technique et cofondatrice de Hease Robotics, une startup de robotique. 

## Biographie
Jade Le Maître a grandi à Châteaufort. Elle est ingénieure diplômée de l'EPF de Sceaux et de l'Université des sciences appliquées de Munich,.
Jade Le Maître travaille à la direction de la communication de l'Université Pierre-et-Marie-Curie, puis a rejoint Innorobo où elle a travaillé pendant deux ans. En 2014, elle est spécialiste des réseaux sociaux et intervenante au Conservatoire national des arts et métiers.  
En 2016, elle cofonde Hease Robotics, une start-up basée à Lyon,, liquidée par décision de justice le 7 novembre 2019 à la suite d'un incendie.  Elle est conseillère experte auprès de la Commission européenne.  En 2018, elle figure sur les listes Forbes « Top 50 des femmes en technologie en Europe  » et  dans le « Top 50 des femmes en technologie au monde ». 
Elle a également co-lancé Lyon-Is-AI et a cofondé la Communauté Social Robots. 

## Prix
Jade Le Maître est lauréate nationale Argent dans la catégorie « Promising Woman Business Executive » pour le prix  « Les Femmes de l'économie » en 2017.